# Provincia Hatay
Provincia Hatay este o provincie a Turciei cu o suprafață de 5403 km², localizată în sudul țării, pe coasta mediteraneeană, având Siria ca vecin la sud și la est. Este o regiune care se află în afara Anatoliei. A fost  parte a Siriei sub mandat francez în perioada interbelică, dar a fost revendicată constant de Mustafa Kemal în numele Turciei. În 1938, regiunea a căpătat autonomie, apoi și-a proclamat independența și un an mai târziu, un referendum a decis unirea ei cu Turcia. Deși au existat acuzații credibile de falsificare a alegerilor, Franța nu s-a opus, în speranța că această concesie teritorială făcută Turciei o va încuraja să nu se alieze cu Germania Nazistă.